# Bulbophyllum caudatisepalum
Bulbophyllum caudatisepalum là một loài phong lan thuộc chi Bulbophyllum.